# Norgesgruppen
NorgesGruppen ASA, grundad 1994, är ett norskt företag som fungerar som samarbetsorgan för flera grossister och detaljister inom dagligvaruhandeln.
31 december 2005 hade de 1 898 dagligvarubutiker och 813 kiosker.